# Deutscher Garten (Zeitschrift)
Deutscher Garten war eine Zeitschrift für Gartenbau. Sie erschien seit 1885 im Verlag Trowitzsch & Sohn in Frankfurt (Oder). Entstanden war sie aus den Zeitschriften Der praktische Ratgeber im Obst- und Gartenbau und Der Lehrmeister im Garten und Kleintierhof.